# Міський цвинтар №13 (Харків)
Міський цвинтар № 13 — некрополь на території Харкова. Заснований у 30-х роках XX століття[неякісне джерело: ком.]. Розташований за адресою: вул. Григорія Сковороди, 108. На початку 70-х років на 13-й цвинтар були перенесені могили відомих харків'ян, що раніше покоїлися на Івано-Усікновенському цвинтарі, на місці якого був розбитий Молодіжний парк. Побутують та зустрічаються в документах і літературі також назви: Міське кладовище № 13, Міський цвинтар № 13, 13-е міське кладовище (Харків).

## Поховання
На цвинтарі поховані відомі харків'яни:
- історик Дмитро Багалій
- історик Дмитро Міллер
- філолог, лінгвіст та філософ Олександр Потебнія
- етнограф Микола Сумцов,
- педагогиня — народна просвітниця Христина Алчевська
- архітектор Олексій Бекетов
- художник Петро Левченко
- художник Микола Бурачек
- співачка, акторка Євлалія Кадмина
- актор Карпо Соленик
- диригент та музикант Ілля Слатін
- актор, режисер Микола Синельников
- фізіолог Василь Данилевський
- вчений у галузі енергетики Леонід Шубенко-Шубін
- історик Василь Довгопол
- дружина актора, режисера Леся Курбаса Валентина Чистякова і його мати В. Яновичева (пам'ятник-пантеон родини Курбасів скульптора Семена Якубовича). А також земля з Соловків, де у братській могилі похований Лесь Курбас[6]

## Галерея

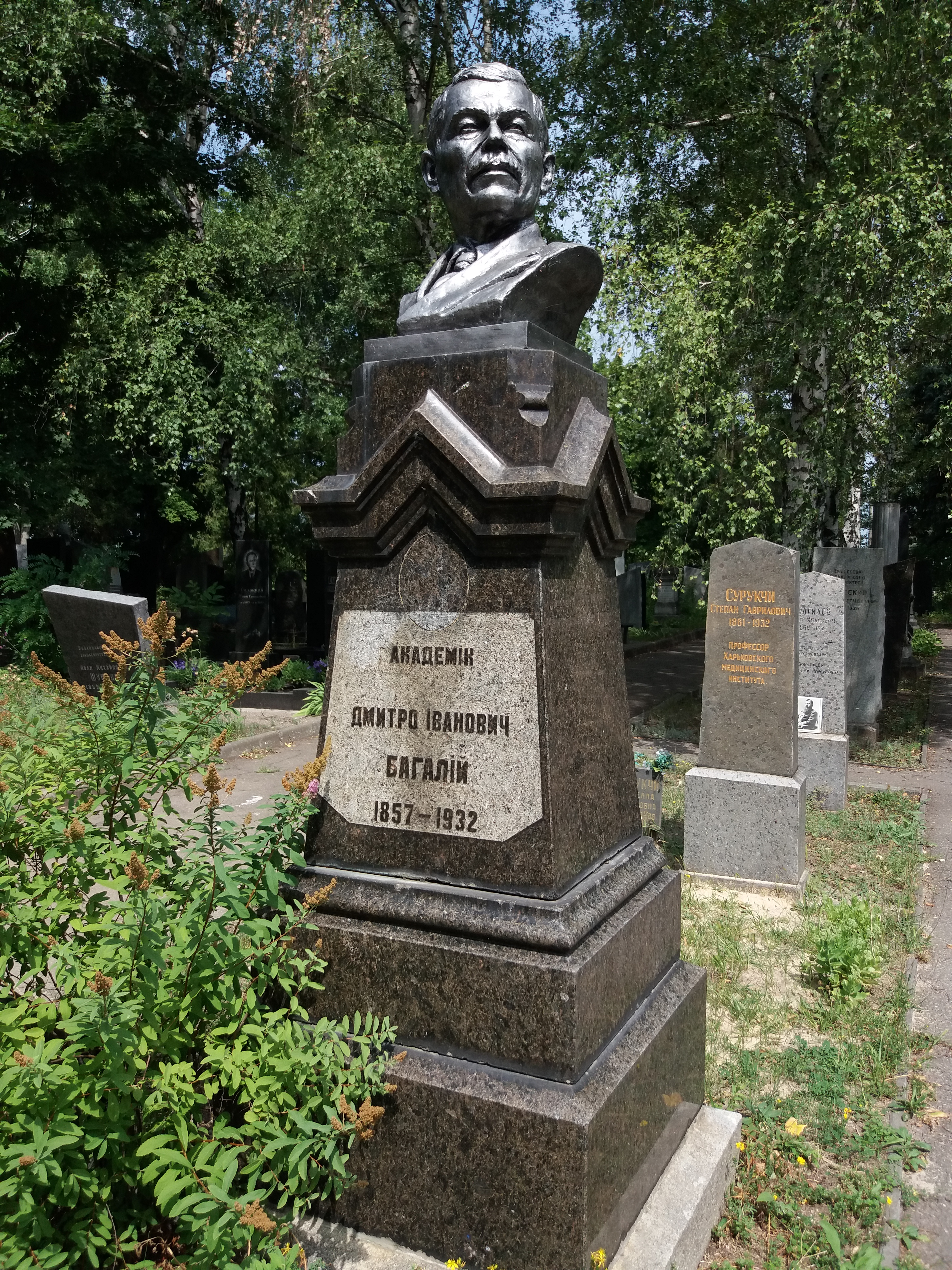
Могила Дмитра Багалія
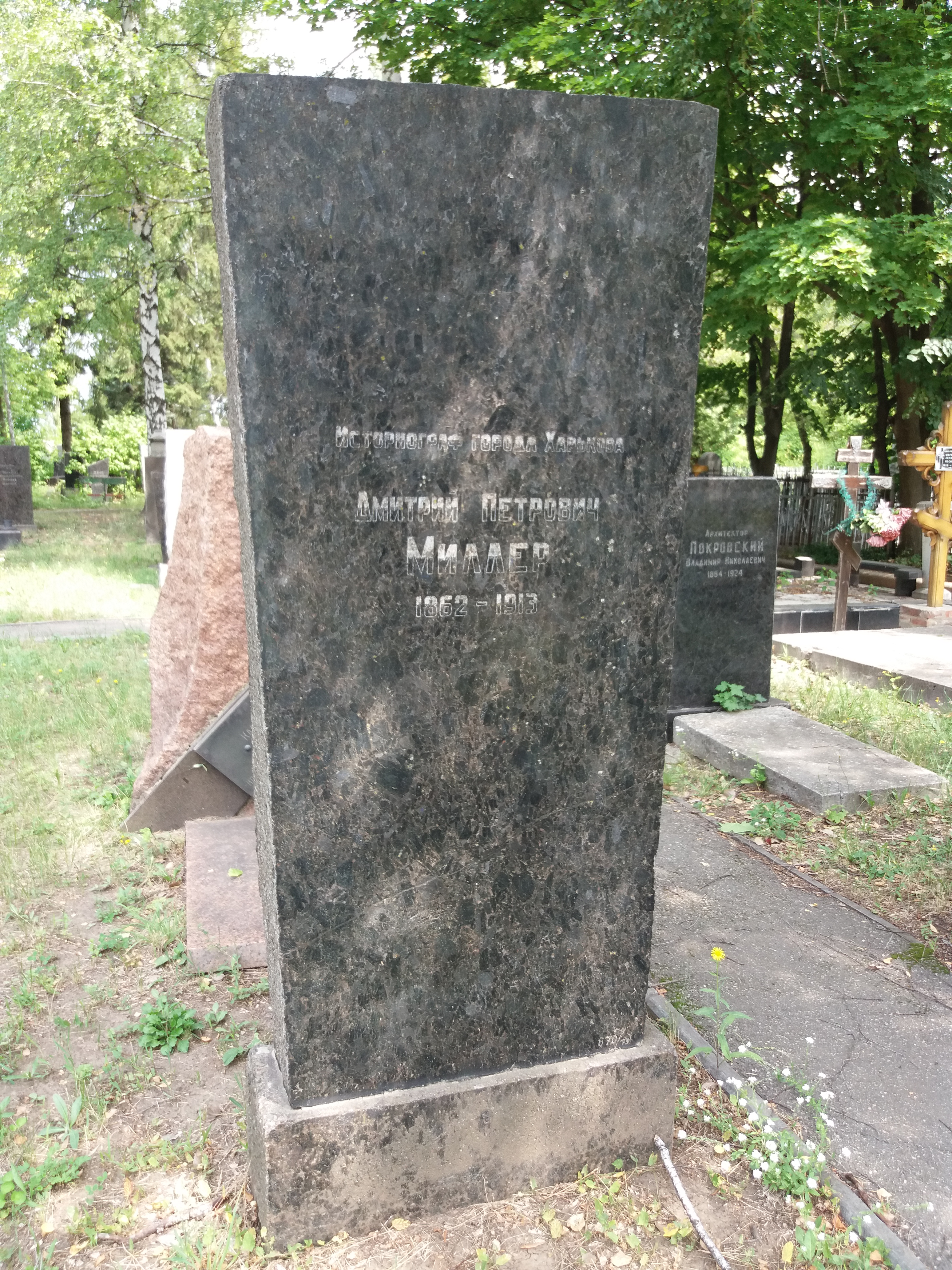
Могила Дмитра Міллера
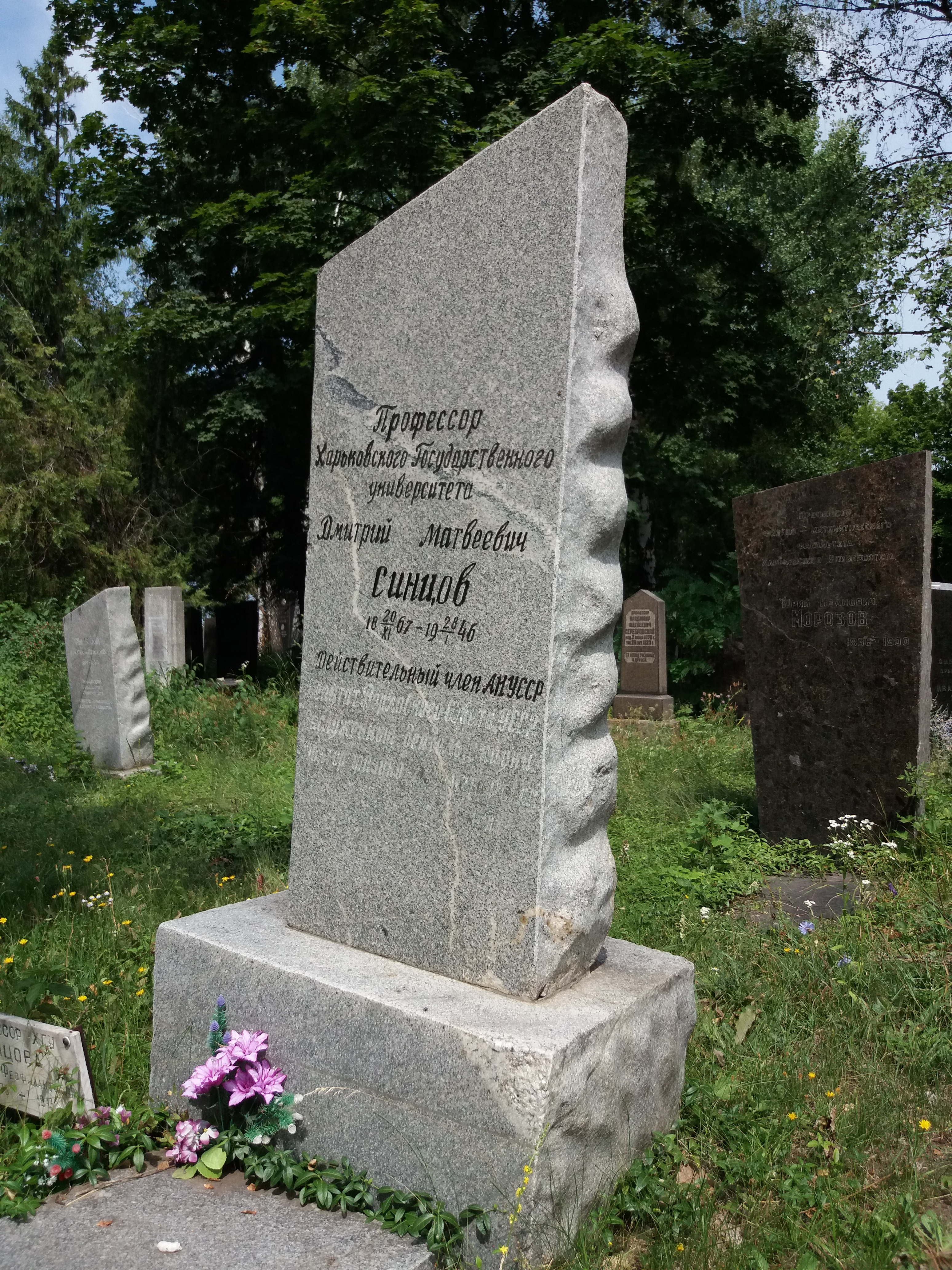
Могила Дмитра Синцова
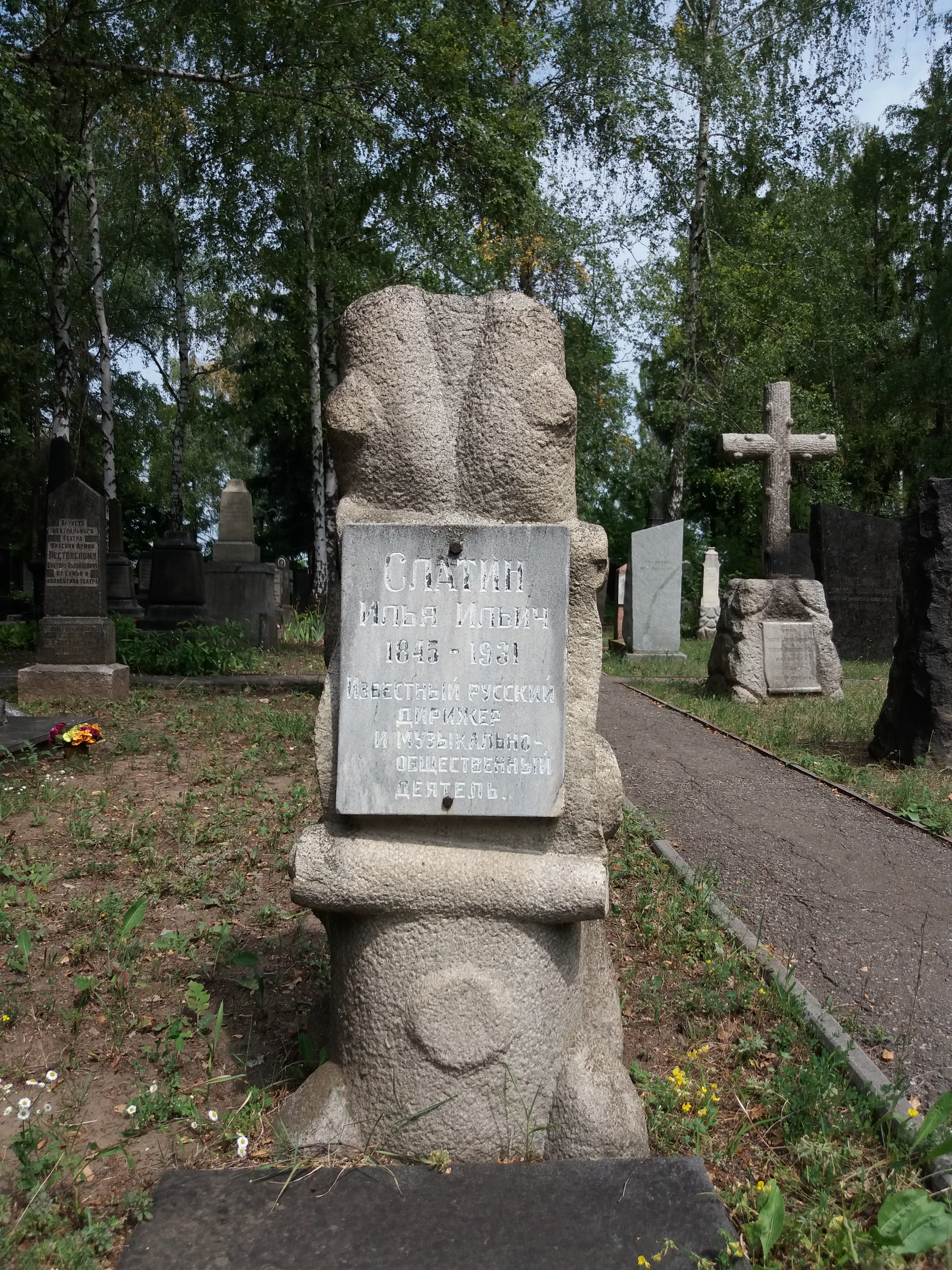
Могила Іллі Слатіна
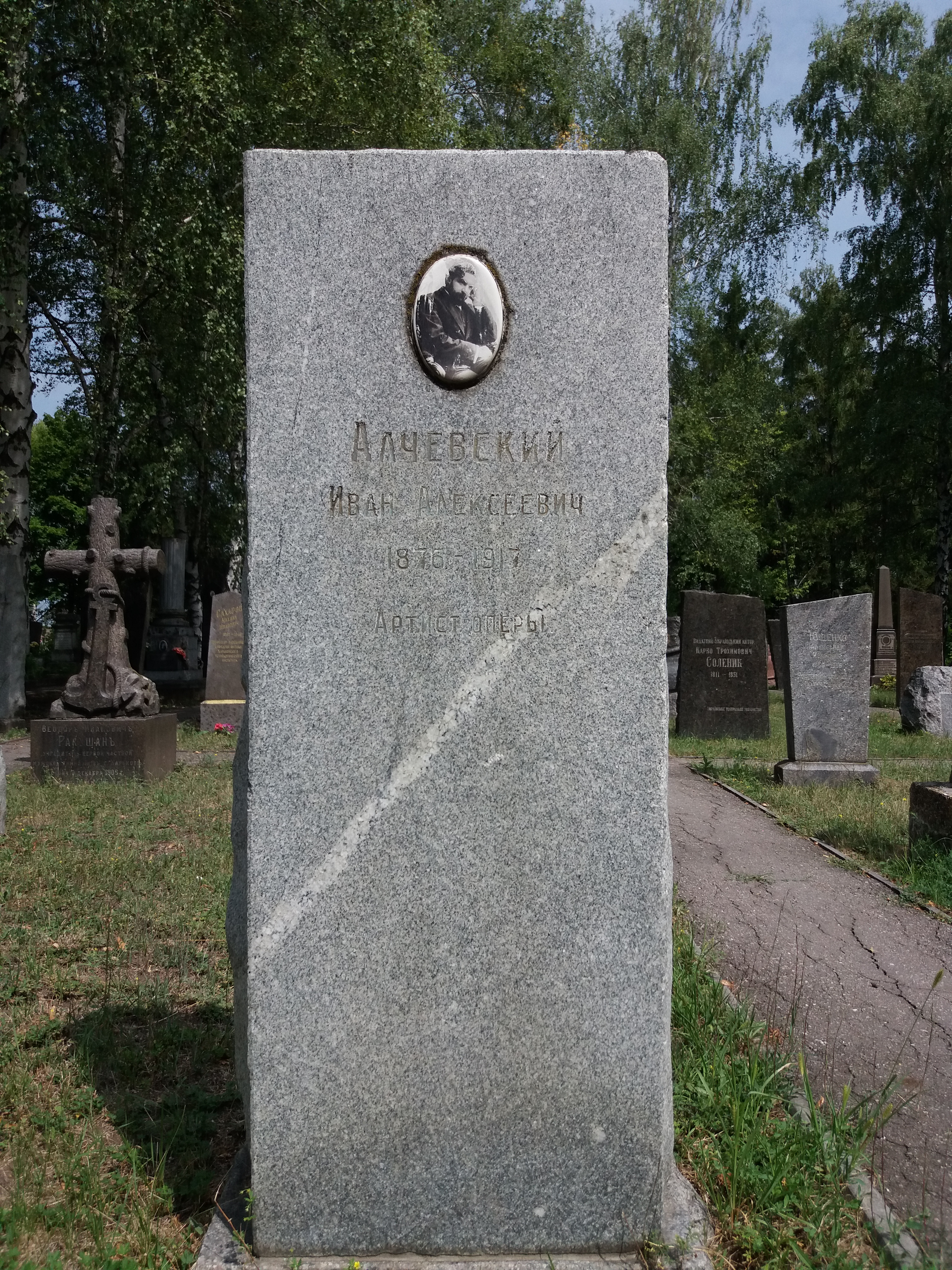
Могила Івана Алчевського
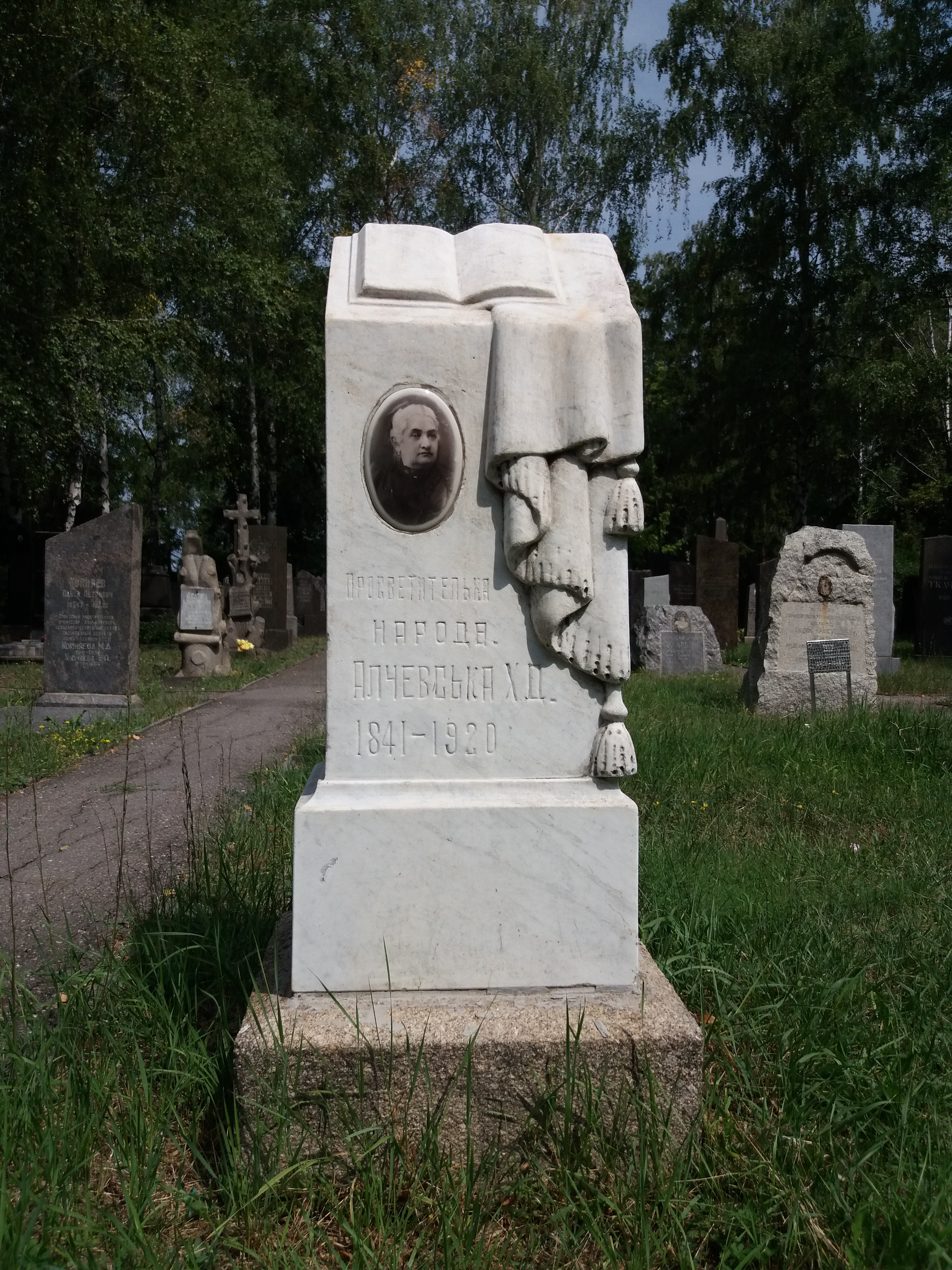
Могила Христини Данилівни Алчевської
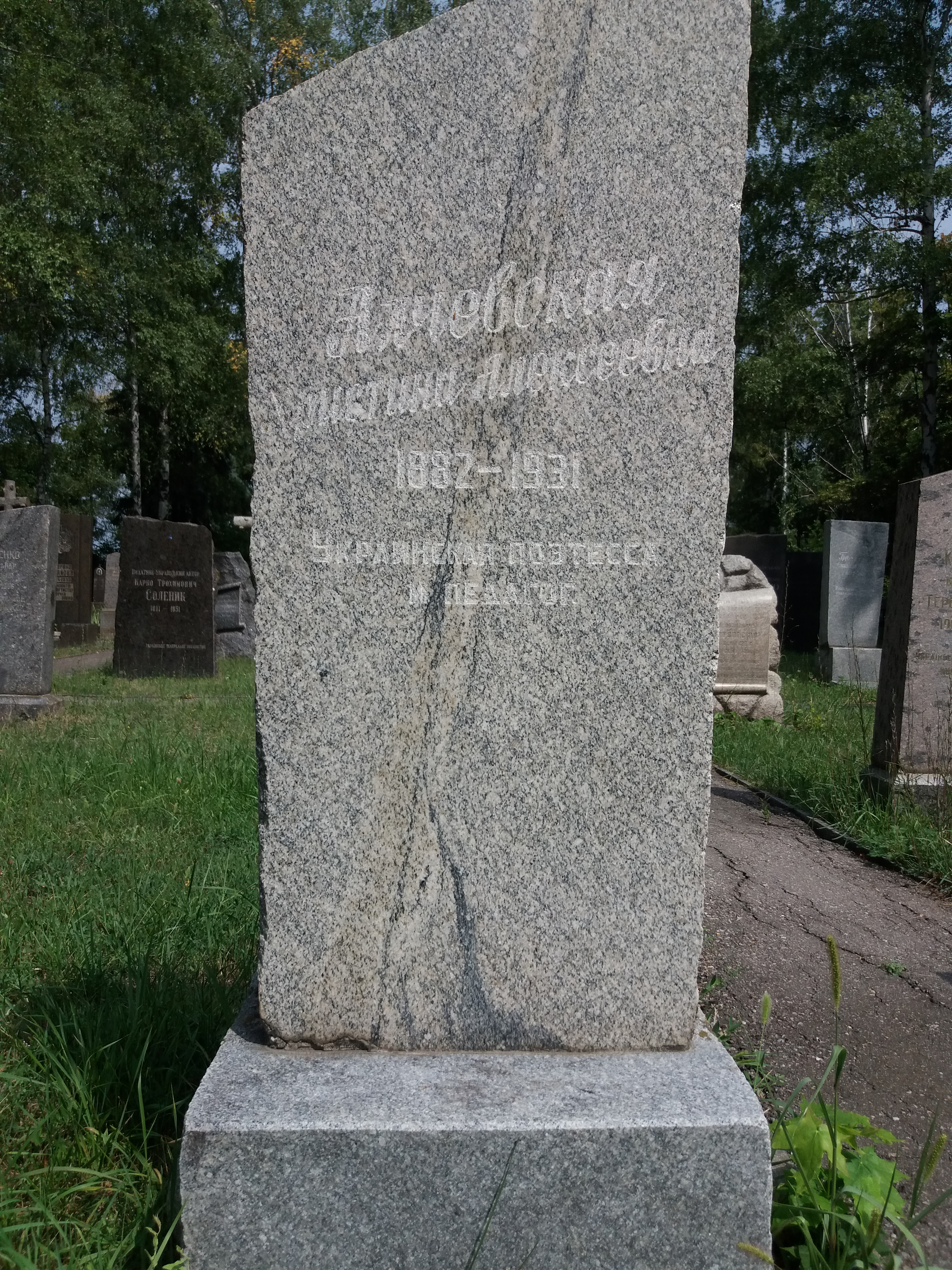
Могила Христини Олексіївни Алчевської
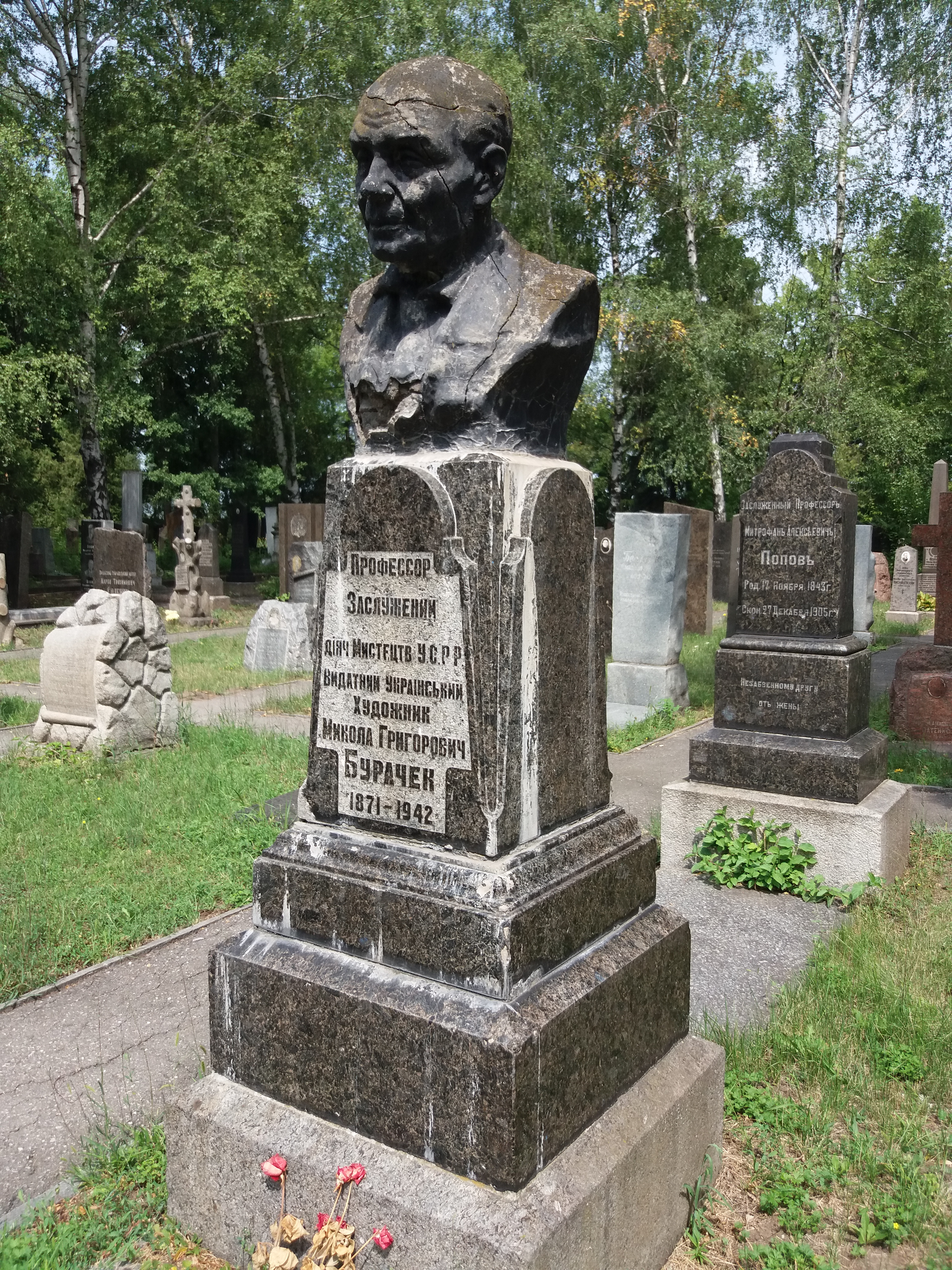
Могила Миколи Бурачека
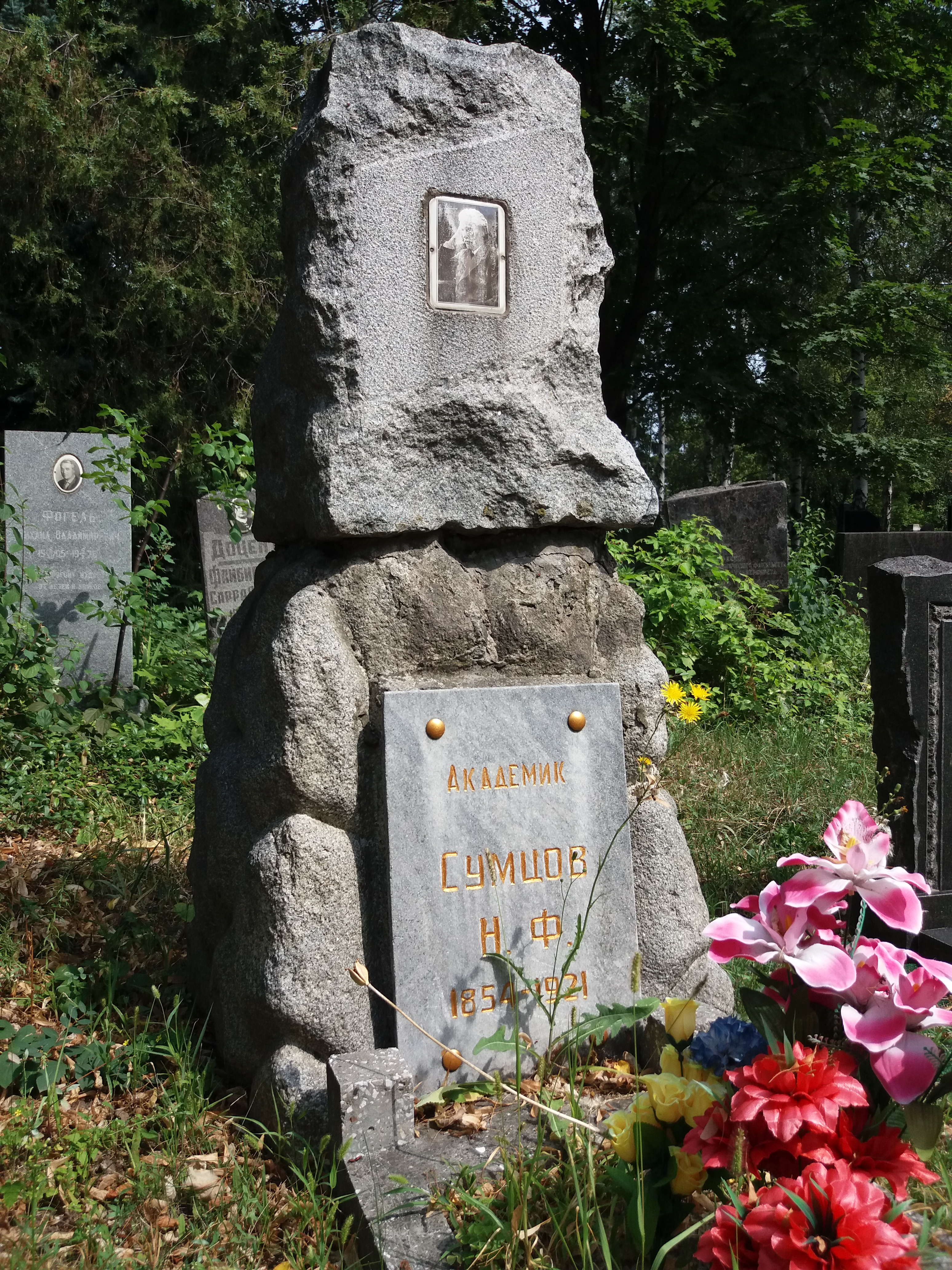
Могила Миколи Сумцова
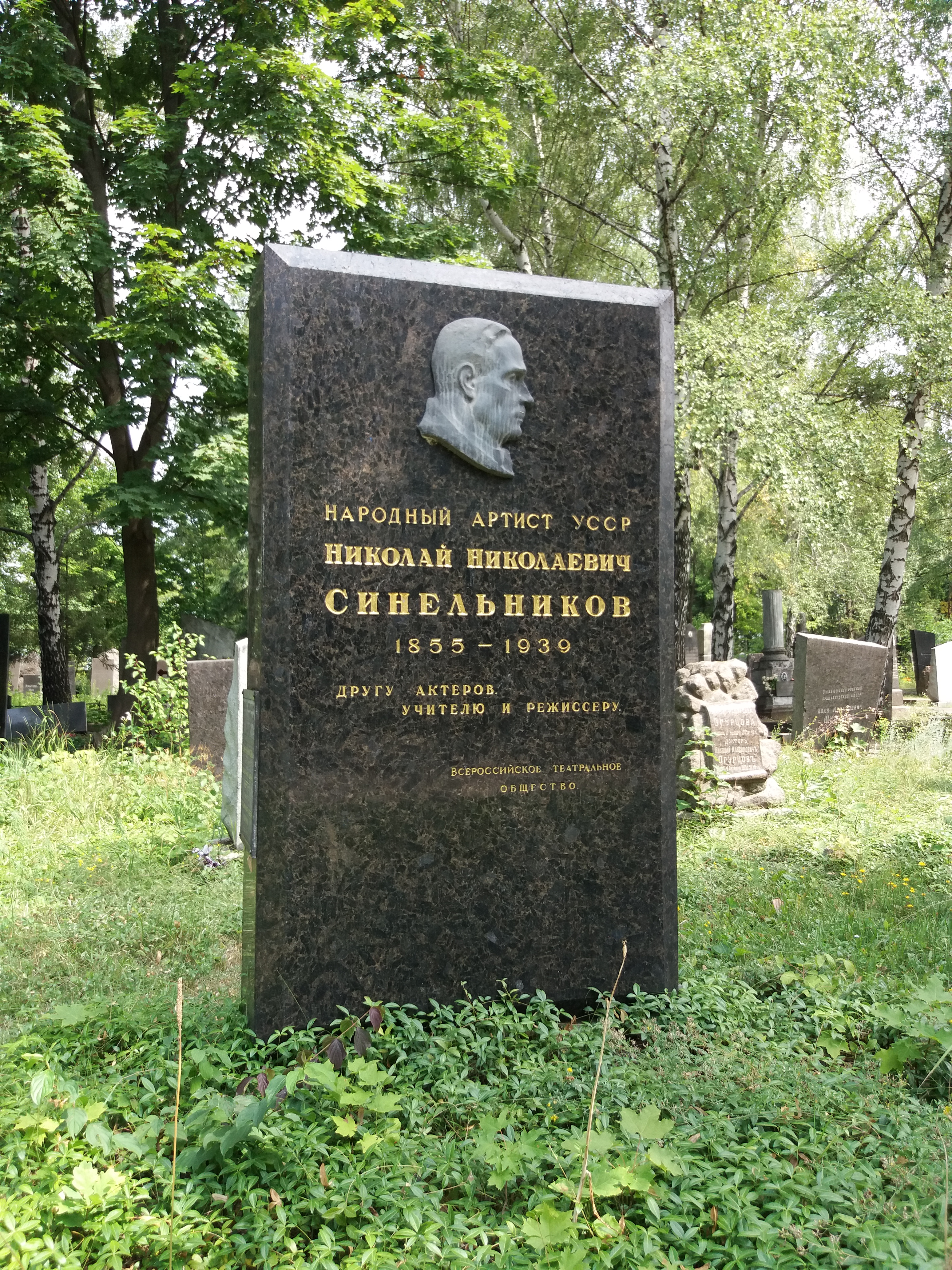
Могила Миколи Синельникова
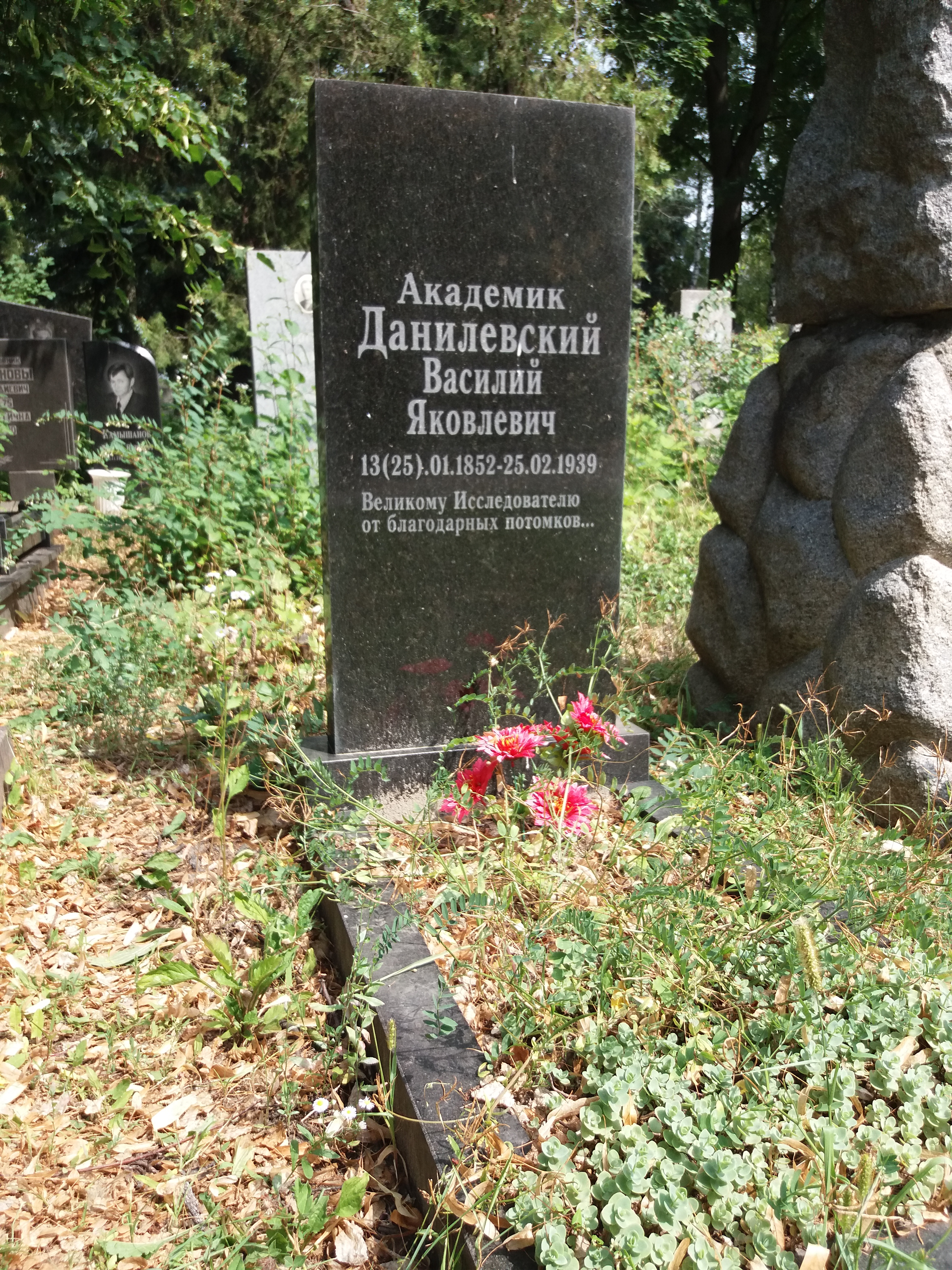
Могила Василя Данилевського
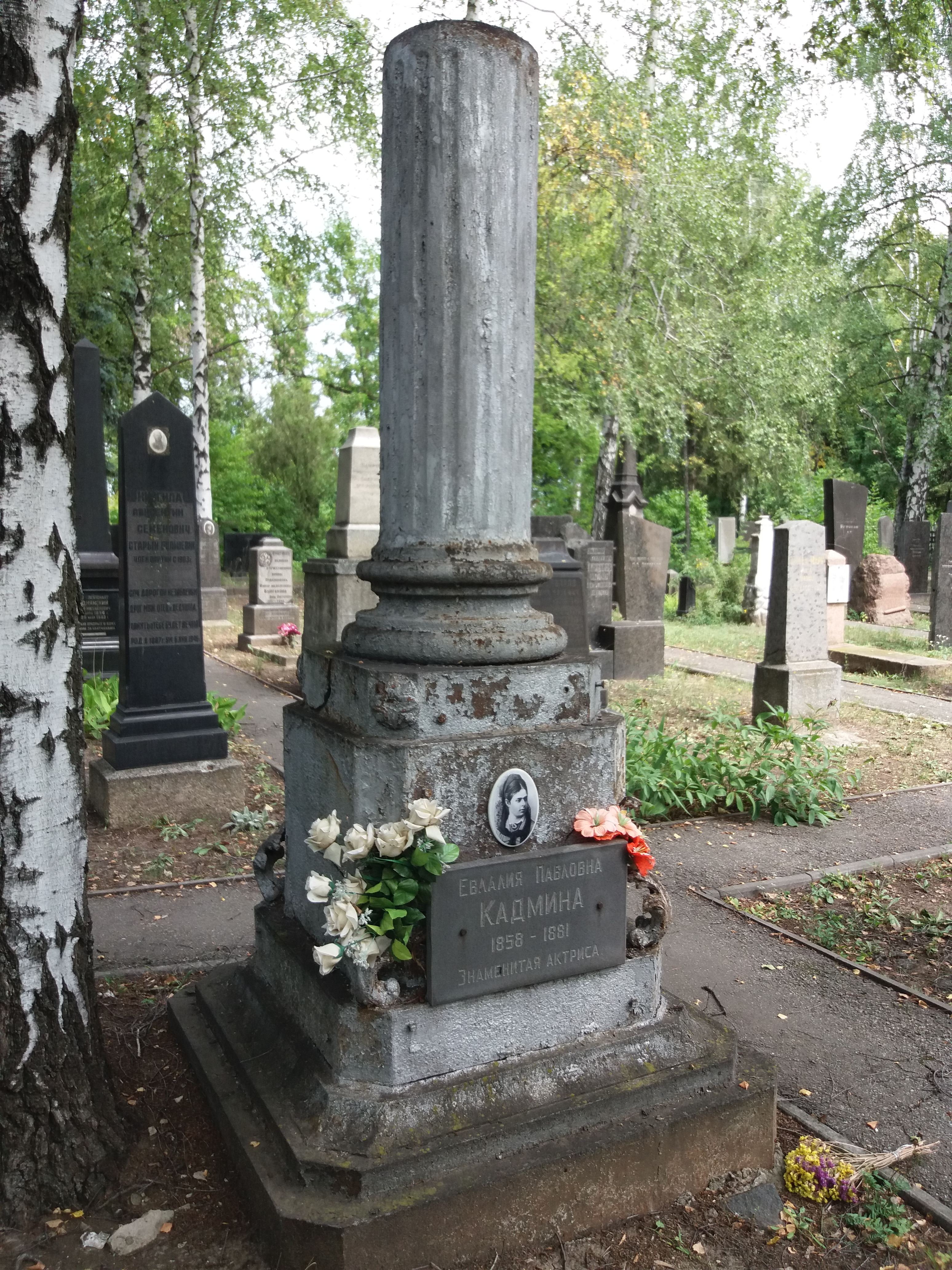
Могила Євлалії Кадміної
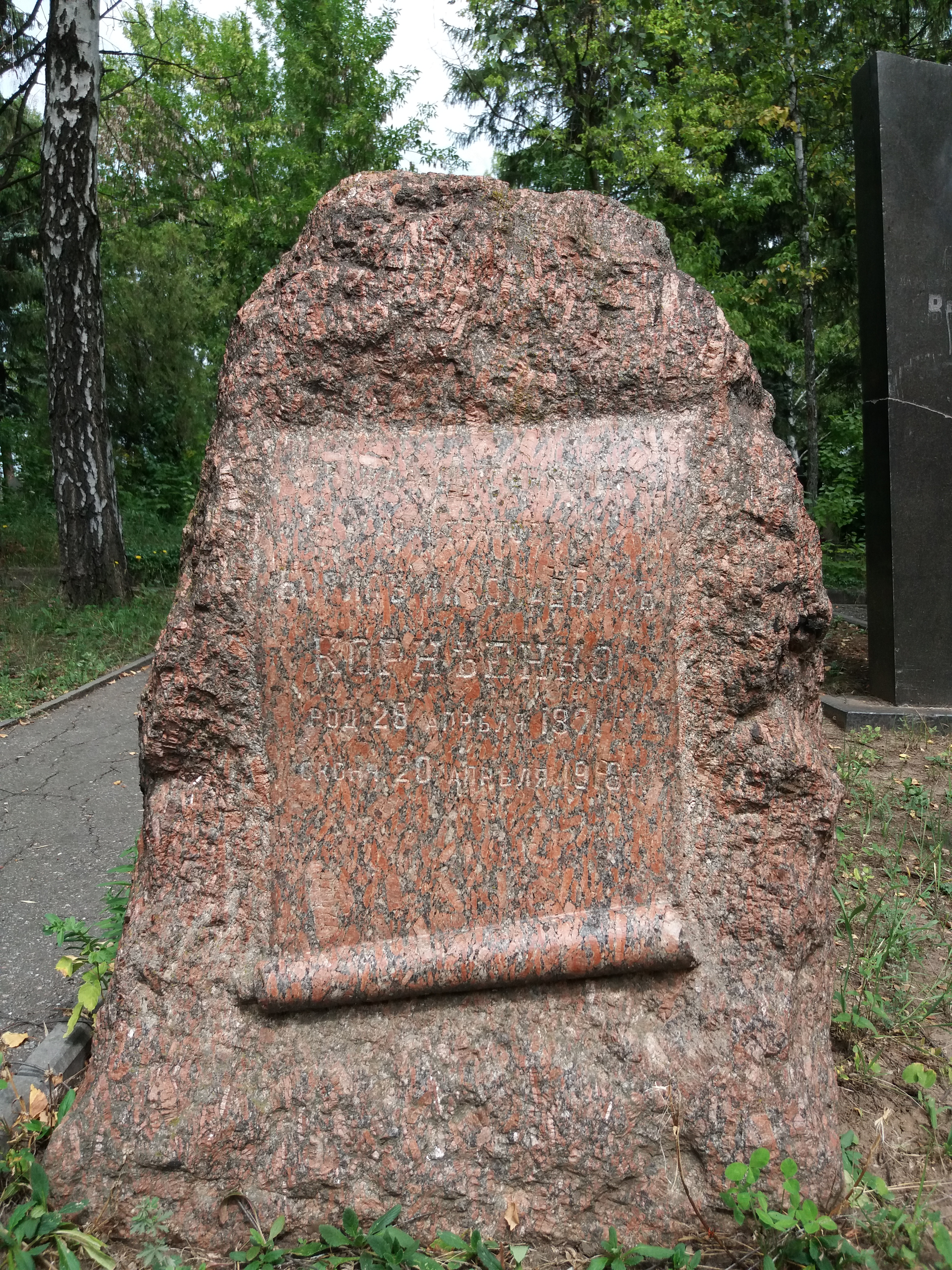
Могила Бориса Корнієнко
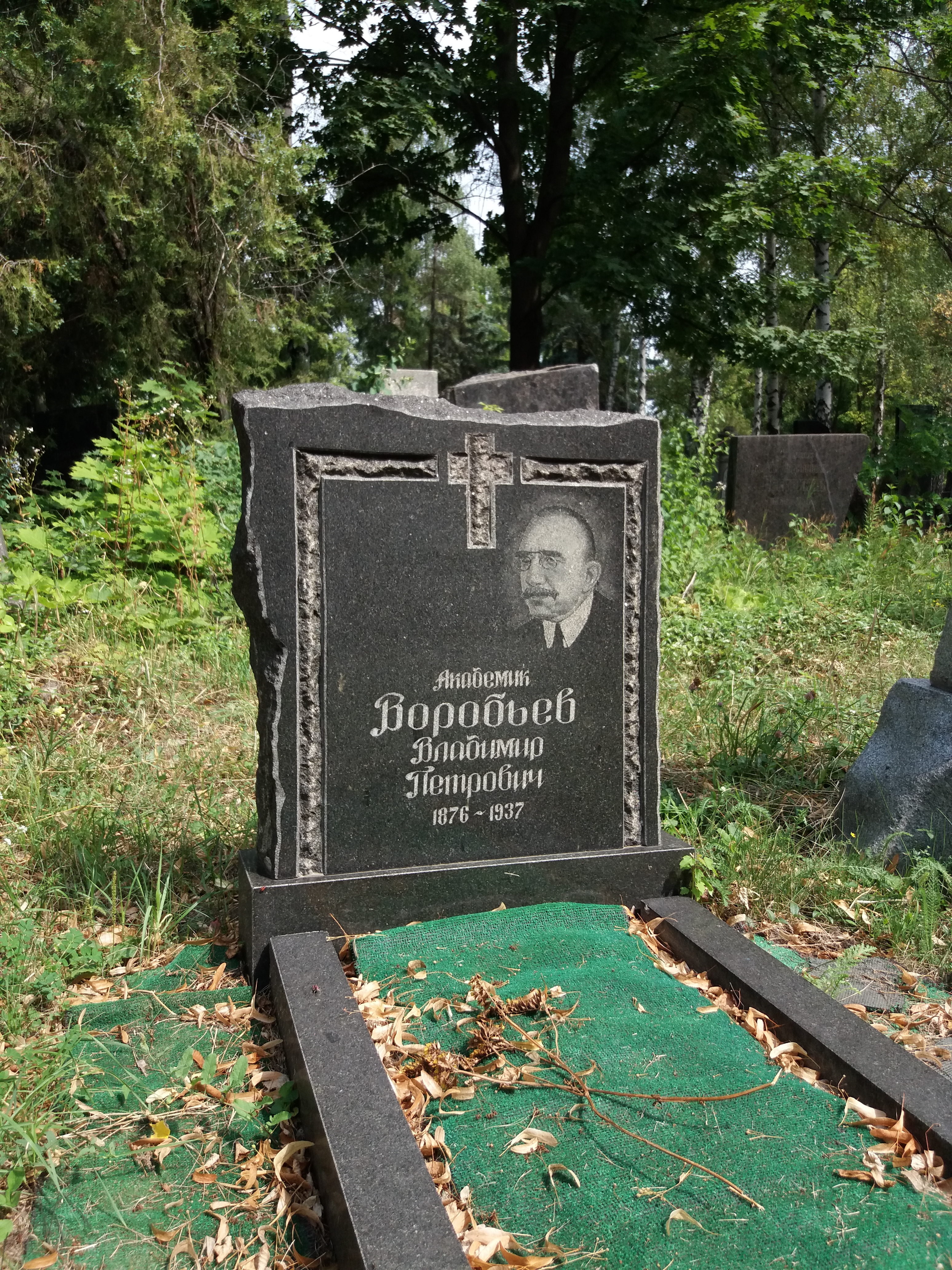
Могила Володимира Воробйова
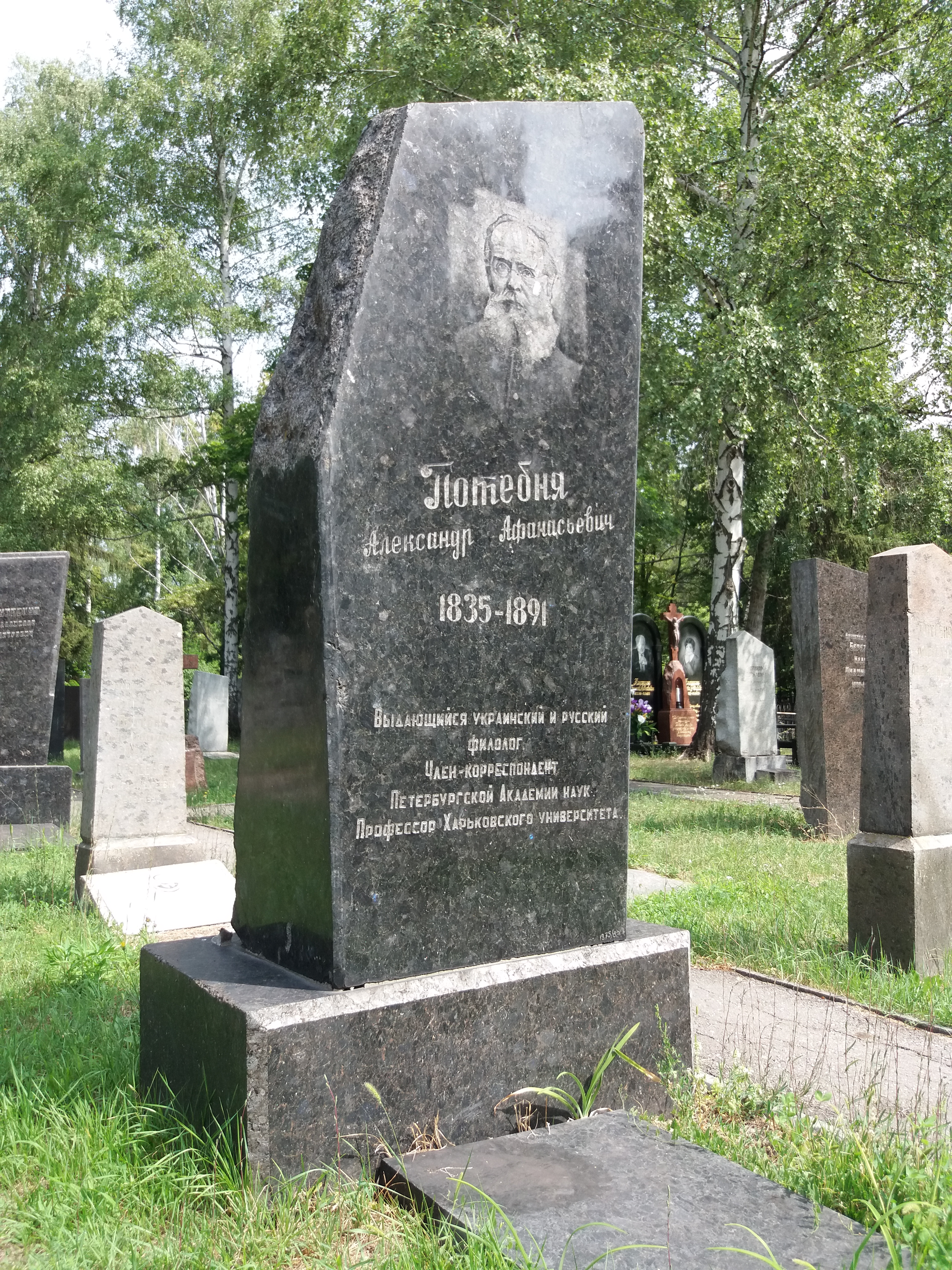
Могила Олександра Потебні